# Kékharang
A kékharang (Mertensia) növénynemzetség a borágófélék családjába tartozik, s mintegy 40 faja ismert. A rózsaszínes árnyalatú bimbókból harang alakú kék virágok nyílnak, s emiatt az angol nyelvben a fajok többségét "bluebell" ("kékharang") néven nevezik.
A növénynemzetséget Franz Carl Mertens német botanikus után nevezték el.

## Fajok
- Mertensia alpina
- Mertensia arizonica
- Mertensia bella
- Mertensia ciliata
- Mertensia drummondii
- Mertensia echioides
- Mertensia franciscana
- Mertensia lanceolata
- Mertensia longiflora
- Mertensia macdougalii
- Mertensia maritima
- Mertensia oblongifolia
- Mertensia paniculata
- Mertensia sibirica
- Mertensia virginica

## Fordítás
- Ez a szócikk részben vagy egészben a Mertensia című angol Wikipédia-szócikk ezen változatának fordításán alapul.  Az eredeti cikk szerkesztőit annak laptörténete sorolja fel. Ez a jelzés csupán a megfogalmazás eredetét és a szerzői jogokat jelzi, nem szolgál a cikkben szereplő információk forrásmegjelöléseként.